# تیم ملی هندبال اسلوونی
تیم ملی هندبال اسلوونی (انگلیسی: Slovenia national handball team) نماینده کشور اسلوونی در مسابقات بین‌المللی ورزش هندبال است.
این تیم در سال ۱۹۹۲ میلادی عضو فدراسیون بین‌المللی هندبال شده و سابقه نایب قهرمانی در قهرمانی هندبال مردان اروپا را در سال ۲۰۰۴ کارنامه دارد.
اسلوونی در مسابقات قهرمانی جهان ۲۰۱۷ در فرانسه به مقام سوم رسید و برای نخستین بار، روی یکی از سکوهای سه‌گانه قرار گرفت.